# 나는 전설이다 (드라마)
《나는 전설이다》는 2010년 8월 2일부터 2010년 9월 21일까지 방송된 9시대 SBS 월화 미니시리즈이며 회를 거듭할수록 중심을 잡지 못한 채 산만해지는 스토리전개와 진부하고 정형화된 캐릭터란 혹평을 받아 시청률이 갈수록 떨어졌다.

## 줄거리
고등학교 시절 친구들과 마돈나 밴드라는 락밴드를 결성한 전설희(김정은 분)는 동생의 뒷바라지와 로펌가의 촉망받던 변호사 차지욱(김승수 분)과의 결혼으로 은퇴한다. 하지만 시댁과 남편의 계속되는 가식과 이기주의에 견디디 못하고, 결국 설희는 거대 법조가문인 시댁을 상대로 이혼 소송하여 그 생활을 청산하였다. 그리고 고등학교 시절 하던 밴드를 다시 시작하여 '컴백 마돈나 밴드'를 결성하고, 또 자신의 첫사랑이었던 장태현(이준혁 분)과의 우연한 재회를 통해 다시 새로운 삶을 시작한다.

## 등장 인물

### 주요 인물
- 김정은 : 전설희 역
- 김승수 : 차지욱(38세) 역 - 전설희의 남편
- 이준혁 : 장태현(34세) 역 (일본어 더빙: 마에노 토모아키) - 기타리스트, 작곡가

### 전설희의 주변 인물
- 차화연 : 홍 여사(50대) 역 - 전설희의 시어머니
- 박영지 : 차 지검장(50대) 역 - 전설희의 시아버지
- 윤주희 : 전재희(30세) 역 - 전설희의 동생, 대학병원 의사
- 장항선 : 고진배(50대) 역 - 변호사 (특별출연)

### 장태현의 주변 인물
- 장영남 : 오승혜(38세) 역 - 장태현의 전처, 이혼전문변호사
- 김단율 : 장누리(7세) 역 - 장태현의 아들

### 컴백 마돈나 밴드
- 장신영 : 강수인 역 - 드러머, 음반기획사 매니저
- 홍지민 : 이화자 역 - 베이시스트, 건강기능식품 판매원
- 현쥬니 : 양아름 역 - 기타리스트, 리틀맘
- 고은미 : 오란희 역 - 객원 보컬, 가수
- 진경 : 해나 역 - 기타리스트, 전업주부

### 밴드 멤버들의 주변 인물
- 김명국 : 양광열(40세) 역- 수인 기획사 사장
- 정석용 : 공덕수(30대 중반) 역 - 이화자의 남편
- 강서준 : 하민규(20세) 역 - 양아름의 남편

### 특별출연
- 임현식 : 번영회 회장 역
- 니엘 : 가수 역
- 김희철
- 김호창

## 수상
- 2010년 SBS 연기대상 여자 최우수연기상 - 김정은
- 2010년 SBS 연기대상 여자 조연상 - 홍지민

## 시청률
최저 시청률과 최고 시청률은 시청률 조사회사와 지역별로 시청률에 차이가 있을 수 있습니다.
| 2010년 | 2010년   | 2010년         | 2010년       | 2010년         | 2010년       |
| 회차   | 방송일   | TNmS 시청률    | TNmS 시청률  | AGB 시청률     | AGB 시청률   |
| 회차   | 방송일   | 대한민국(전국) | 서울(수도권) | 대한민국(전국) | 서울(수도권) |
| ------ | -------- | -------------- | ------------ | -------------- | ------------ |
| 제1회  | 8월 2일  | 11.6%          | 11.4%        | 10.1%          | 11.4%        |
| 제2회  | 8월 3일  | 13.3%          | 13.6%        | 11.7%          | 12.9%        |
| 제3회  | 8월 9일  | 11.8%          | 12.4%        | 12.0%          | 13.0%        |
| 제4회  | 8월 10일 | 15.0%          | 15.7%        | 14.6%          | 16.0%        |
| 제5회  | 8월 16일 | 15.5%          | 16.3%        | 14.7%          | 15.6%        |
| 제6회  | 8월 17일 | 15.5%          | 16.2%        | 14.8%          | 15.9%        |
| 제7회  | 8월 23일 | 15.1%          | 15.9%        | 13.3%          | 14.8%        |
| 제8회  | 8월 24일 | 16.6%          | 18.1%        | 15.7%          | 17.7%        |
| 제9회  | 8월 30일 | 15.3%          | 15.4%        | 13.4%          | 14.1%        |
| 제10회 | 8월 31일 | 15.2%          | 15.6%        | 13.2%          | 14.7%        |
| 제11회 | 9월 6일  | 15.2%          | 15.8%        | 14.4%          | 15.6%        |
| 제12회 | 9월 7일  | 14.7%          | 14.7%        | 13.8%          | 14.2%        |
| 제13회 | 9월 13일 | 14.4%          | 14.7%        | 13.5%          | 13.3%        |
| 제14회 | 9월 14일 | 13.9%          | 14.1%        | 13.5%          | 14.1%        |
| 제15회 | 9월 20일 | 13.8%          | 14.0%        | 13.0%          | 13.4%        |
| 제16회 | 9월 21일 | 9.2%           | 9.0%         | 8.9%           | 9.6%         |

## 참고 사항
- 김정은이 분한 전설희 역은 당초 김선아가 낙점되었으나 드라마 편성 시기 관련 문제로 빠져[2] 김정은이 대타로 들어갔다.
- 몇몇 배우들은 훗날 메인 빌런 및 준 최종 보스 역할로 재회해 큰 인기를 얻게 된다. 언니 이준혁, 폭풍의 여자 고은미